# فردینان دو لیسپس
فردینان ماری ویکمت دو لیسپس (به فرانسوی: Ferdinand Marie, Vicomte de Lesseps؛ با تلفظ: də lesɛps؛ ۱۹ نوامبر ۱۸۰۵–۷ دسامبر ۱۸۹۴) یک دیپلمات اهل فرانسه بود. او توسعه دهنده کانال سوئز بود که در سال ۱۸۶۹ دریای مدیترانه و دریای سرخ را به هم وصل کرد و به‌طور قابل ملاحظه‌ای موجب کاهش مسافت و زمان کشتیرانی بین اروپا و شرق آسیا شد.

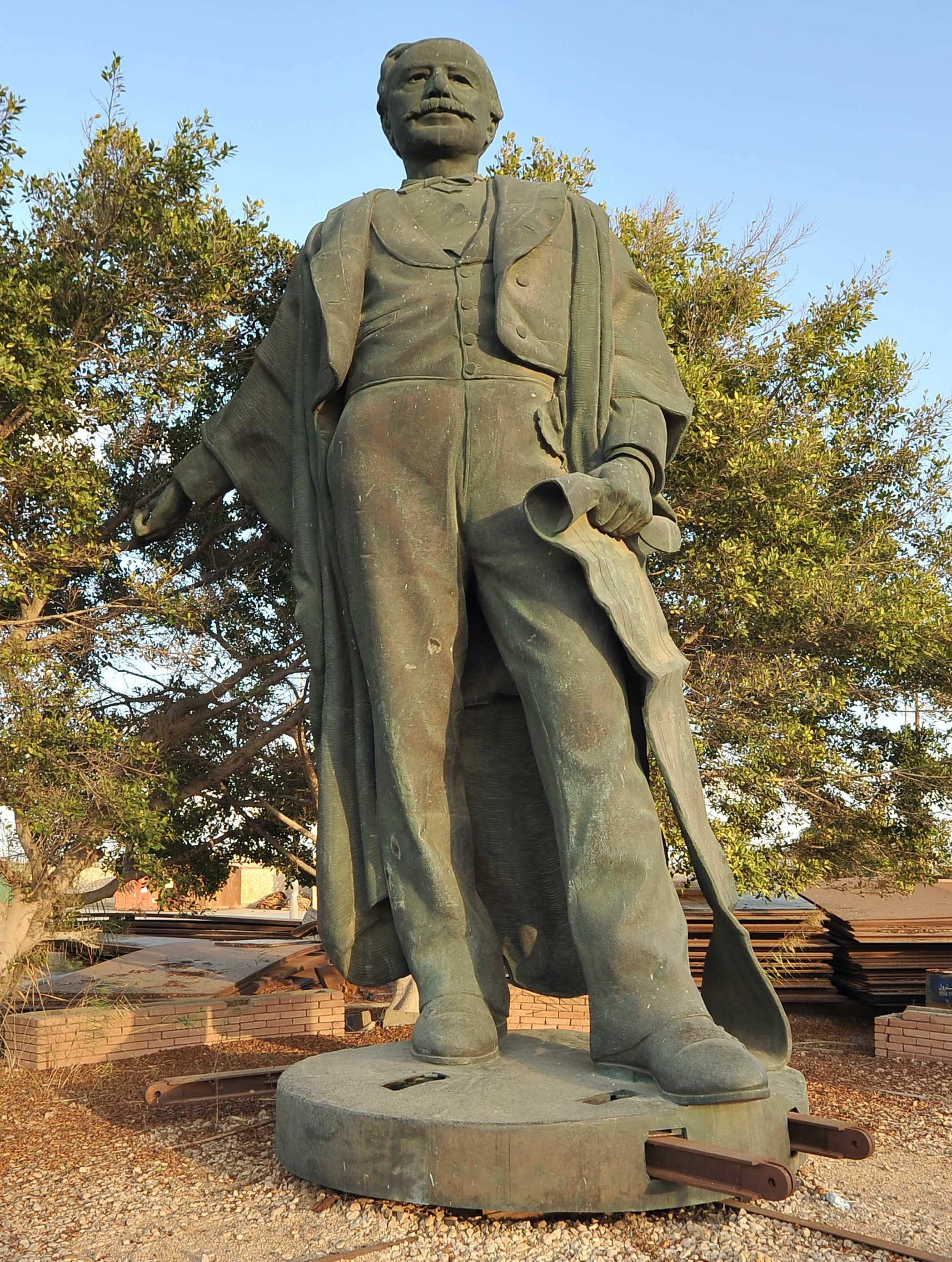
مجسمه دو لیسپس در کشتی‌سازی بندر. این پیکره ایستاده در ورودی کانال سوئز واقع است. تو با دراز کردن دست نشان می‌دهد که راه به سمت شرق باز است.

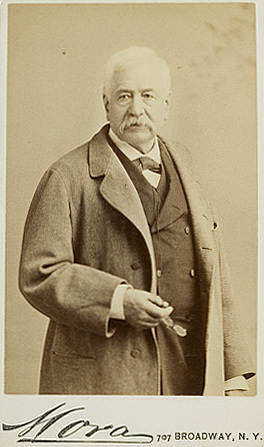
عکسی از فردینان دو لیسپس در کتابخانه کالج هاروارد در شهر کمبریج ایالت ماساچوست در ایالات متحدهٔ آمریکا

او به امید تکرار این موفقیت در دهه ۱۸۸۰ تلاش کرد تا برای ساخت کانال پاناما در سطح دریا اقدام کند. اما با شیوع مالاریا و تب زرد در این منطقه این پروژه متوقف شد. همچنین مشکلات مالی و برنامه‌ریزی، کانال پانامای دو لیسپس را احاطه کرده بود و موجب شد که هرگز پروژه به پایان نرسد. در نهایت این پروژه را ایالات متحده خرید و با حل مشکلات پزشکی و تغییر طراحی از کانال سطح دریا با سد سلولی آن را به انجام رساند. پروژه در سال ۱۹۱۴ به اتمام رسید.

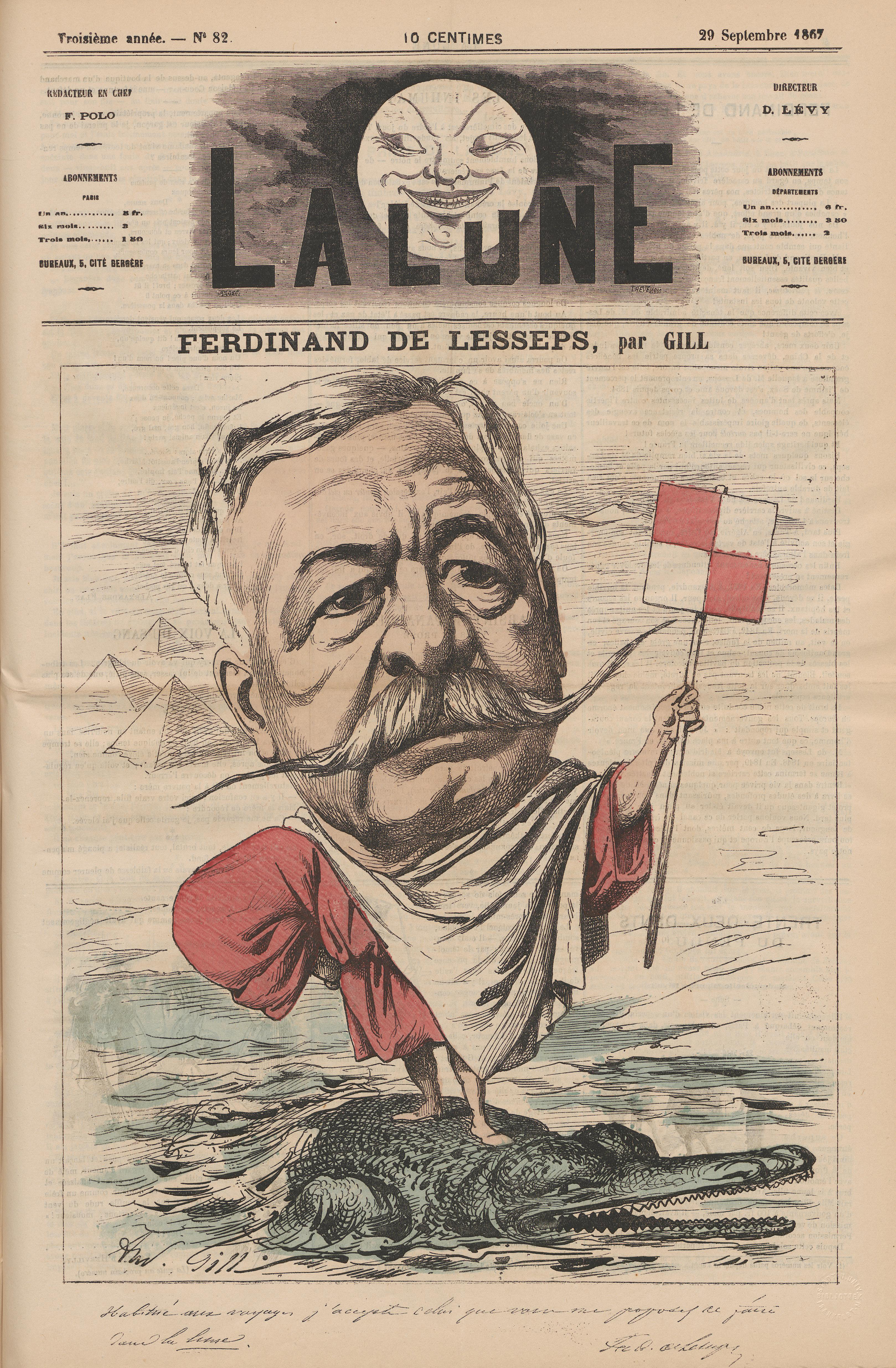
کاریکاتور دو لیسپس اثرآندره ژیله، ۱۸۶۷.